# Maxwell Creek, Chatham-Kent
Maxwell Creek är ett vattendrag i Kanada.   Det ligger i provinsen Ontario, i den sydöstra delen av landet, 600 km sydväst om huvudstaden Ottawa.
Trakten runt Maxwell Creek består till största delen av jordbruksmark. Runt Maxwell Creek är det glesbefolkat, med 16 invånare per kvadratkilometer.